# Дорогой позора
«Дорогой позора» (пол. Szlakiem hańby) — польский чёрно-белый немой художественный фильм, драма 1929 года.

## Сюжет
Кароль Воляк возглавляет банду торговцев женщинами. Преступники обещают наивным девушкам карьеру в американском кино, а в действительности отправляют их в бордели Бразилии. Одна из жертв шайки, Марыся, девушка из деревни, посланная в Рио-де-Жанейро, как и её сестра до этого. Однако Марыся будет спасена польскими матросами.

## В ролях
- Мария Малицкая — Марыся Журкувна, девушка из деревни,
- Ванда Завишанка — Франка, сестра Марыси,
- Северина Бронишувна — Эльвира, владелица луна-парка,
- Софья Батыцкая — Иза,
- Юстина Чарторжыйская — Роза Фройндлих,
- Лех Оврон — Артур Клюг,
- Богуслав Самборский — Кароль Воляк или Анджей Марчак,
- Владислав Вальтер — одноглазый,
- Станислав Селяньский,
- Ежи Кобуш и др.